# 林賢洙
林賢洙（韓語：임현수，1955年2月16日—）是一名韓裔加拿大牧師，任職於密西沙加大光教會（韓語：큰빛교회）。他曾在朝鮮進行人道主義工作，為其提供了价值数千万美元的援助，直至2015年2月失踪。2015年12月，他被控危害朝鮮政權，判處无期劳动教化刑。2017年8月，加拿大總理贾斯汀·特魯多派出加拿大國際政府代表團前往平壤討論此案。林賢洙於2017年8月9日獲釋，並於2017年8月12日回到加拿大。
在釋放後的採訪中，林賢洙將自己被捕的原因歸咎於他在美國基督教會議上的一段演講視頻。他在視頻中表示，朝鮮人應該“相信上帝而不是金日成，相信耶穌而不是金正日”。這段視頻未經他的允許就被發佈在互聯網上，並被朝鮮當局發現。